# Limnomys sibuanus
Limnomys sibuanus is een knaagdier uit het geslacht Limnomys dat voorkomt op Mount Kitanglad, Mount Malindang en Mount Apo op Mindanao. De soortnaam is afgeleid van de rivier de Sibuan, waarnaast de eerste exemplaren werden gevangen.
L. sibuanus is een kleine rat met een lange staart en lange achtervoeten. De bovenkant van het lichaam is lichtbruin, de onderkant wit. Jongen hebben een veel donkerdere grijsbruine rugvacht. De vacht is dicht en zacht. De staart is bruin op de witte punt na. Volwassen exemplaren hebben een kop-romplengte van 119 tot 145 mm, een staart van 145 tot 175 mm, een achtervoet van 28 tot 31 mm, een oor van 47 tot 82 mm en wegen 47 tot 82 g. De vingers zijn lang en eindigen in korte, scherpe klauwen, gelijkend op die van Margaretamys. Hoewel L. sibuanus oppervlakkig op Anonymomys mindorensis lijkt, zijn er grote structurele verschillen tussen deze soorten.
Limnomys bryophilus · Limnomys sibuanus
1. ↑  (en) Limnomys sibuanus op de IUCN Red List of Threatened Species.